# Chaco-Beutelratte

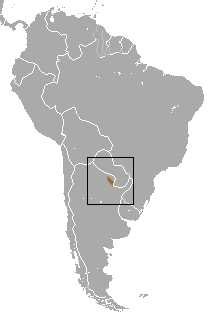
Verbreitungskarte der Chaco-Beutelratte

Die Chaco-Beutelratte (Chacodelphys formosa) ist eine Säugetierart aus der Familie der Beutelratten (Didelphidae). Von der Art ist nur ein Exemplar bekannt, das 1920 in der argentinischen Provinz Formosa gefunden wurde.

## Beschreibung
Mit einer Kopfrumpflänge von 68 Millimetern und einer Schwanzlänge von 55 Millimetern ist die Chaco-Beutelratte die kleinste bekannte Beutelratte. Von anderen Arten unterscheidet sie sich unter anderem durch den verlängerten dritten Finger der Vorderfüße und einen auffallend kurzen Schwanz. 

## Lebensraum
Ihr Lebensraum ist die Chaco-Region im südlichen Südamerika.

## Bedrohung
Über den Bedrohungsgrad ist nichts bekannt, möglicherweise ist sie aber häufiger als der bislang einzige Fund andeutet.

## Systematik
Bei der Erstbeschreibung wurde die Art als Marmosa formosa zunächst in die Gattung der Zwergbeutelratten (Marmosa) eingeordnet, später wurde sie lediglich als Synonym von Gracilinanus agilis betrachtet. Voss et al. errichteten 2004 schließlich die neue Gattung Chacodelphys für diese Art.

## Weblink
- Chacodelphys formosa in der Roten Liste gefährdeter Arten der IUCN 2013.2. Eingestellt von: Teta, P. & de la Sancha, N., 2008. Abgerufen am 29. Dezember 2013.